# Jason Rüesch
Jason Rüesch (* 16. Mai 1994 in Davos) ist ein Schweizer Skilangläufer.

## Werdegang
Rüesch gab am 13. Dezember 2014 in Davos sein Debüt im Weltcup, bei dem er Platz 54 über 15 km klassisch und Rang 74 im Sprint belegte. Eine Woche darauf startete er in Hochfilzen erstmals im Alpencup, wo er im Sprint und über 10 km klassisch jeweils 43. sowie über 10 km Freistil 47. wurde. Seine erste Punkteplatzierung im Alpencup erreichte er im Januar 2015 mit Rang 15 über 15 km Freistil in Oberwiesenthal. Im März 2015 wurde er Vierter beim Engadin Skimarathon. Bei seinem nächsten Start im Weltcup im Dezember 2015 in Davos belegte er Platz 44 über 30 km Freistil. Im Januar 2016 gewann er in Zweisimmen bei den Schweizer Meisterschaften Silber über 15 km klassisch und gewann im folgenden 15-km-Freistil-Verfolgungsrennen den Meistertitel. Beim anschliessenden Start beim Weltcup in Nové Město verpasste er als 32. über 15 km Freistil die Punkteränge. Im Februar 2016 platzierte sich Rüesch beim Alpencup in Campra mit Rang vier über 15 km Freistil erstmals unter den besten fünf. Anfang März 2016 gewann er beim Alpencup am Arber das 15-km-klassisch-Rennen und wurde Dritter über 30 km Freistil im Massenstart. Die Saison beendete er auf dem fünften Platz in der Gesamtwertung des Alpencups. In der Saison 2016/17 holte er in Ulricehamn mit dem 15. Platz über 15 km Freistil seine ersten Weltcuppunkte. Anfang Februar 2017 errang er bei den U23-Weltmeisterschaften 2017 in Soldier Hollow den 12. Platz über 15 km Freistil und den fünften Platz im Skiathlon. Beim Saisonhöhepunkt, den nordischen Skiweltmeisterschaften 2017 in Lahti, belegte er den 25. Platz im Skiathlon und den vierten Rang mit der Staffel. Im März 2017 kam er bei der Minitour im Alpencup in Seefeld in Tirol auf den dritten Platz und erreichte damit den 16. Rang in der Gesamtwertung. Bei den Schweizer Meisterschaften 2017 in Val Müstair wurde er Meister über 15 km Freistil und in der Verfolgung. Zudem gewann er jeweils Bronze im Sprint und über 50 km klassisch und Silber im Teamsprint. Im Februar 2019 lief er bei den nordischen Skiweltmeisterschaften in Seefeld in Tirol auf den 47. Platz im Sprint. Nach Platz 52 beim Ruka Triple zu Beginn der Saison 2019/20 errang er den 40. Platz bei der Tour de Ski 2019/20 und den 33. Platz bei der Skitour. Anfang März 2020 erreichte er in Lahti mit dem zweiten Platz mit der Staffel seine erste Podestplatzierung im Weltcup.
In der Saison 2020/21 kam Rüesch auf den 35. Platz beim Ruka Triple und wurde in Sedrun Schweizer Meister über 15 km Freistil. Seine besten Platzierungen bei den nordischen Skiweltmeisterschaften 2021 in Oberstdorf waren der 11. Platz im 50-km-Massenstartrennen und der fünfte Rang mit der Staffel. Im folgenden Jahr siegte er zweimal im Alpencup und belegte bei den Olympischen Winterspielen in Peking den 53. Platz über 15 km klassisch, den 27. Rang im Skiathlon sowie den 17. Platz im 50-km-Massenstartrennen.

## Siege bei Continental-Cup-Rennen
| Nr. | Datum           | Ort                     | Disziplin                       | Serie    |
| --- | --------------- | ----------------------- | ------------------------------- | -------- |
| 1.  | 5. März 2016    | Arber                   | 15 km klassisch Individualstart | Alpencup |
| 2.  | 9. Januar 2022  | St. Ulrich am Pillersee | 15 km klassisch Individualstart | Alpencup |
| 3.  | 23. Januar 2022 | Oberstdorf              | 30 km Freistil Massenstart      | Alpencup |

## Teilnahmen an Weltmeisterschaften und Olympischen Winterspielen

### Olympische Spiele
- 2022 Peking: 17. Platz 50 km Freistil Massenstart, 27. Platz 30 km Skiathlon, 53. Platz 15 km klassisch

### Nordische Skiweltmeisterschaften
- 2017 Lahti: 4. Platz Staffel, 25. Platz 30 km Skiathlon
- 2019 Seefeld in Tirol: 46. Platz Sprint Freistil
- 2021 Oberstdorf: 5. Platz Staffel, 11. Platz 50 km klassisch Massenstart, 15. Platz 30 km Skiathlon, 20. Platz 15 km Freistil
- 2025 Trondheim: 2. Platz Staffel, 18. Platz 50 km Freistil Massenstart, 22. Platz 20 km Skiathlon

## Platzierungen im Weltcup

### Weltcup-Statistik
Die Tabelle zeigt die erreichten Platzierungen im Einzelnen.
- 1.–3. Platz: Anzahl der Podiumsplatzierungen
- Top 10: Anzahl der Platzierungen unter den ersten zehn
- Punkteränge: Anzahl der Platzierungen innerhalb der Punkteränge
- Starts: Anzahl gelaufener Rennen in der jeweiligen Disziplin
- Hinweis: Bei den Distanzrennen erfolgt die Einordnung gemäss FIS.

| Platzierung               | Distanzrennen a | Distanzrennen a | Distanzrennen a | Distanzrennen a | Distanzrennen a | Skiathlon Verfolgung | Sprint | Etappen- rennen b | Gesamt | Team c | Team c  |
| Platzierung               | ≤ 5 km          | ≤ 10 km         | ≤ 15 km         | ≤ 30 km         | > 30 km         | Skiathlon Verfolgung | Sprint | Etappen- rennen b | Gesamt | Sprint | Staffel |
| ------------------------- | --------------- | --------------- | --------------- | --------------- | --------------- | -------------------- | ------ | ----------------- | ------ | ------ | ------- |
| 1. Platz                  |                 |                 |                 |                 |                 |                      |        |                   |        |        |         |
| 2. Platz                  |                 |                 |                 |                 |                 |                      |        |                   |        |        | 1       |
| 3. Platz                  |                 |                 |                 |                 |                 |                      |        |                   |        |        | 1       |
| Top 10                    |                 | 1               |                 |                 |                 |                      |        |                   | 1      |        | 4       |
| Punkteränge               |                 | 4               | 8               | 5               | 3               | 7                    | 2      |                   | 29     |        | 6       |
| Starts                    |                 | 6               | 30              | 7               | 4               | 14                   | 19     | 4                 | 84     |        | 6       |
| Stand: Saisonende 2024/25 |                 |                 |                 |                 |                 |                      |        |                   |        |        |         |

### Weltcup-Gesamtplatzierungen
| Saison  | Gesamt | Gesamt | Distanz | Distanz | Sprint | Sprint |
| Saison  | Punkte | Platz  | Punkte  | Platz   | Punkte | Platz  |
| ------- | ------ | ------ | ------- | ------- | ------ | ------ |
| 2016/17 | 16     | 119.   | 16      | 78.     | -      | -      |
| 2017/18 | 1      | 155.   | 1       | 102.    | -      | -      |
| 2018/19 | 14     | 117.   | 5       | 95.     | 9      | 77.    |
| 2019/20 | 39     | 81.    | 29      | 54.     | -      | -      |
| 2020/21 | 64     | 67.    | 64      | 43.     | -      | -      |
| 2021/22 | 5      | 141.   | 5       | 86.     | -      | -      |
| 2023/24 | 84     | 109.   | 84      | 70.     | -      | -      |
| 2024/25 | 173    | 86.    | 173     | 51.     | -      | -      |